# Littorina horikawai
Littorina horikawai is een slakkensoort uit de familie van de Littorinidae. De wetenschappelijke naam van de soort is voor het eerst geldig gepubliceerd in 1979 door Matsubayashi & Habe in Habe.